# Han Csang-ti kínai császár
Csang-ti (57 – 88. április 9.) kínai császár 75-től haláláig.
Csang-ti Ming-ti fiaként született, és édesapja halála után lépett a trónra. Uralkodása alatt a híres hadvezér, Pan Csao tovább folytatta Belső-Ázsia meghódítását. Ennek ellenére elkezdődött a Han-dinasztia meggyengülése: az udvarban az eunuchok, vidéken pedig a nagy földterülettel rendelkező családok növelték a hatalmukat.
Csang-ti fiatalon halt meg, és utódai alatt a cselszövő hivatalnokok és az eunochok ragadták kezükbe a kormányzást. A trónon fia, Ho-ti követte.

## Lásd még
- A Han-dinasztia családfája

| Előző uralkodó: Ming-ti | Kínai császár 75 – 88 | Következő uralkodó: Ho-ti |